# Comité General del Pueblo

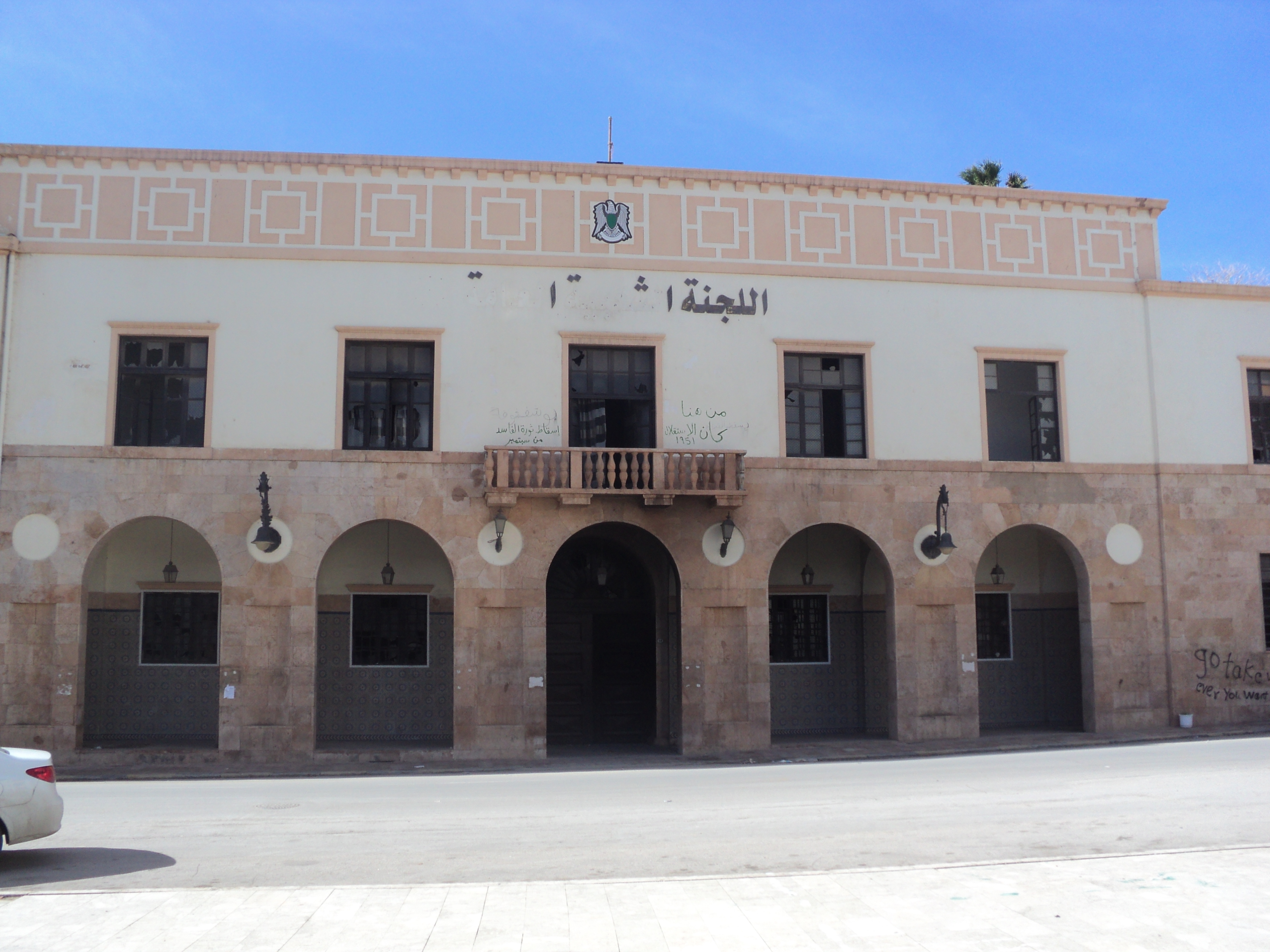
El edificio del Comité Popular General de Libia en Bengasi, después del incendio de las protestas libias de 2011.

El Comité General del Pueblo (CoGP) (en árabe: اللجنة الشعبية العامة - al-lajna ash-sha'bēya al-'āmma) actuó como secretariado de diversos ministerios de la Gran Yamahiriya Árabe Libia Popular Socialista y como órgano de la función ejecutiva. Sirvió como intermediario entre las masas y el liderazgo del gobierno y estaba integrado por un secretario general y veinte secretarios de unos 600 Congresos Populares de Base locales, los miembros del CoGP son elegidos por el parlamento del país, el Congreso General del Pueblo, y no tienen plazos fijos.
El Comité General del Pueblo sustituye el anterior Consejo de Ministros, y a sus miembros que se conocen como secretarios en vez de ministros. El poder legislativo y ejecutivo residía en el Congreso General del Pueblo. Este organismo, sin embargo, este cuerpo delegó de autoridad más importante en su secretario general y en la Secretaría General del Comité General del Pueblo.